# Normas contraproducentes
Normas contraproducentes são um conjunto de  normas (sociais ou culturais) que impedem que um grupo, organização ou outras entidades coletivas executem ou realizem a sua função inicialmente prevista, trabalhando de forma oposta ao que foi inicialmente pretendido. As normas do grupo são normalmente aplicadas para facilitar a sobrevivência do grupo, para tornar o comportamento dos membros do grupo previsível, para ajudar a evitar interações interpessoais embaraçosas ou para esclarecer aspectos distintos da identidade do grupo. Normas contraproducentes existem apesar do fato de que causam resultados opostos das funções pró-sociais pretendidas.
As normas do grupo são regras e padrões informais que orientam e regulam o comportamento dos membros de um grupo. Essas normas podem ser implícitas ou explícitas e têm como objetivo fornecer informações sobre o comportamento apropriado dos membros do grupo em situações sociais específicas. Assim, normas contraproducentes, em vez de comportamentos inadequados ilícitos dos membros do grupo. As normas do grupo não são predeterminadas, mas surgem de interações sociais. Essas normas podem ter uma influência poderosa sobre o comportamento do grupo. As normas podem surgir devido a eventos críticos na história de um grupo que estabeleceram um precedente, como resultado da primazia (o primeiro comportamento emergente que define as expectativas do grupo) ou de comportamentos remanescentes de situações passadas.  grupos estabelecem essas normas com base em valores e objetivos específicos do grupo e podem estabelecer sanções em resposta a desvios dessas normas. Essas sanções são normalmente aplicadas na forma de exclusão ou desaprovação social. Normas contraproducentes também consistem tipicamente nesses atributos, mas a intenção por trás de sua ativação geralmente não é pró-social e, em vez disso, é oposta à sua função original.

## Mecanismos de normas contraproducentes
Normas contraproducentes se manifestam em parte por causa do chamado "princípio da prova social", algo com um reflexo comportamental -  aprendemos a agir, observando o comportamento dos outros . Isso é especialmente verdadeiro em situações pouco claras ou ambíguas. Quando as pessoas obtém o comportamento apropriado a partir da norma descritiva, elas procuram os comportamentos de outras pessoas para tentar descobrir o curso de ação mais eficaz. Isso pode ser um "atalho" cognitivo para determinar a ação mais eficaz, como a perspectiva funcional da produção normativa pode sugerir. Normas contraproducentes podem surgir a partir da observação do comportamento de outras pessoas   

### Influência normativa
Tanto as normas descritivas, as que descrevem um comportamento, quanto as normas injuntivas, as que ordenam um comportamento, são usadas em comunicações normativas. Se usados incorretamente, podem criar normas contraproducentes.  As normas descritivas descrevem o que constitui um comportamento normal em um determinado contexto.  Elas tendem a retratar as coisas como realmente são - por isso, chamadas de "normas do Ser".  Normas cautelares descrevem se uma determinada ação é considerada aceitável. Elas são chamadas de "normas" obrigatórias porque constituem o que deveria ser.  A norma descritiva (dever ser) é muito poderosa  . A maneira como as comunicações são formuladas, na verdade, tem um grande impacto na eficácia da mensagem.  Assim, se uma frase ou ordem for dada de forma errada, pode vir a criar uma norma contraproducente que produzirá um resultado contrário ao inicialmente previsto. 

### Transmissão norma
As normas só podem existir no contexto de um grupo. Em outras palavras, as normas sociais (norma de caráter cultural, não jurídica)  não existem com um indivíduo independente. As normas podem ser transmitidas deliberadamente por membros do grupo, os quais explicam aos outros membros sobre o comportamento aceitável. Eles também podem ser transmitidos passivamente por meio da observação de outras pessoas e de seus comportamentos considerados aceitáveis pelo grupo.   Normas contraproducentes são perpetuadas pelos mesmos mecanismos, mas diferem das normas do grupo em termos de seus resultados 

## Perspectivas teóricas
Duas perspectivas diferentes fornecem explicações para a formação e existência de normas de grupo e normas de grupo contraproducentes..
A Perspectiva do Valor Social sugere que as normas são regras arbitrárias que existem como resultado do valor ou reforço cultural. Essa teoria afirma que o poder de uma norma depende do valor que ela representa para a cultura .   As normas sociais evoluem a partir de comportamentos que ocorrem repetidamente e são reforçados.  Assim, a força das normas e normas contraproducentes dependem de várias dinâmicas de grupo. Como eles evoluem a partir da interação social, um fator de força da norma são as oportunidades disponíveis para os membros do grupo se comunicarem. As normas mais fortes são aquelas que são importantes para o grupo. Da mesma forma, a força depende da coesão e unidade do grupo. 
A Perspectiva Funcional sugere que existem normas para aumentar o potencial de sobrevivência, reduzindo os comportamentos disfuncionais e, ao mesmo tempo, encorajando os socialmente pró-ativos. Ao contrário da perspectiva do Valor Social, a perspectiva Funcional afirma que as normas não são arbitrárias. Em vez disso, destinam-se a equilibrar as necessidades do indivíduo com os objetivos do grupo de controle social e harmonia.  Assim, as normas existem para servir a um propósito de sobrevivência. No entanto, as normas contraproducentes funcionam em oposição às funções socialmente pró-ativas e, portanto, não podem ser adequadamente explicadas por esta teoria. Tanto a perspectiva do valor social quanto as teorias da perspectiva funcional podem ser integradas para descrever o fato de que os indivíduos experimentam pressão para se comunicarem efetivamente com os outros dentro de um sistema de crenças cultural com padrões de comportamento que são relevantes e informativos, na forma de costumes e tradições que cumprem uma ampla necessidades baseadas na cultura social local e ambiente físico. 

## Exemplos de comportamentos contraproducentes
Muitas pesquisas foram feitas a respeito de comportamentos de trabalho contraproducentes. Esses comportamentos incluem roubo, sabotagem, violência e agressão no local de trabalho, incivilidade, vingança e sabotagem de serviço que são cometidos intencionalmente com a intenção de prejudicar uma organização ou seus membros.     
Algumas pesquisas sugerem que esses comportamentos contraproducentes são praticados quando indivíduos ou grupos se sentem maltratados ou como se não tivessem opções legítimas para protestar .  Possíveis antecedentes de normas contraproducentes incluem variáveis de personalidade, cultura organizacional, sistemas de controle e injustiça  .  Variáveis de personalidade referem-se a atributos individuais, como integridade. Na verdade, foi demonstrado que os resultados dos testes de integridade estão relacionados a comportamentos de trabalho contraproducentes.  A cultura organizacional inclui o comportamento das pessoas dentro de uma organização e o significado atribuído a esses comportamentos. Uma maior percepção do nível de aceitação organizacional para o assédio sexual sendo correlacionado a relatos reais de coerção sexual indesejada é um exemplo da influência da cultura organizacional no comportamento contraproducente no local de trabalho. 
Sistemas de controle são entidades físicas ou procedimentais que visam reduzir comportamentos contraproducentes ou aumentar as penalidades para o envolvimento nesses comportamentos no local de trabalho.  Sistemas de segurança sofisticados são normalmente implementados com a intenção de prevenir comportamentos contraproducentes no local de trabalho, mas podem ser usados em algumas situações como meio de cometer sabotagem (por exemplo, falsificando registros). A injustiça no ambiente de trabalho consiste na percepção da desigualdade, bem como em várias outras ideias dentro do conceito de justiça organizacional . A justiça organizacional é composta pelos conceitos de justiça distributiva, que se refere à alocação equitativa de recursos, e justiça processual, que se refere a como essas decisões são tomadas e sua percepção de justiça. Sentimentos de injustiça e frustração têm sido associados a vários comportamentos contraproducentes, como sabotagem, perda de tempo, agressão interpessoal, apatia no trabalho e outros comportamentos anti-sociais. 

### Mensagens ambientais

#### Iron Eyes Cody PSA
Um exemplo de normas contraproducentes são os anúncios de serviço público Iron Eyes Cody,  Keep  America Beautiful   . Cialdini (2003) argumenta que, embora os fabricantes de anúncios transmitam uma norma injuntiva sobre o ambientalismo, eles compararam isso retratando o lixo como uma norma descritiva.  Enquanto eles tiveram muito sucesso e foram reconhecidos como alguns dos melhores anúncios de serviço público de todos os tempos, Cialdini argumenta que eles poderiam ter sido mais eficazes, se tivessem transmitido normas descritivas diferentes .  

#### Exemplo de madeira petrificada
Um estudo realizado por Cialdini e colegas testou se os sinais que transmitem normas diferentes afetavam a taxa de roubo de madeira petrificada em uma floresta nacional. Eles usaram um sinal com uma norma descritiva e outro com uma norma injuntiva.  A norma descritiva "normalizou" o comportamento do furto e, como resultado, aumentou o valor do furto.  A norma cautelar foi mais eficaz na redução do furto e reduziu-o desde a linha de base.  nos dá algumas evidências empíricas de que, quando as mensagens usam a influência normativa incorretamente, podem criar ou manter uma norma contraproducente.